# Inmigración sueca en Chile
La inmigración sueca en Chile se refiere al movimiento migratorio de personas nacidas en el Reino de Suecia o con nacionalidad sueca hacia la República de Chile. 

## Orígenes
Se pueden determinar dos corrientes principales de nacionales suecos en el territorio chileno. El primero e histórico correspondiente a personas pertenecientes en su etnicidad a los pueblos nórdicos; mientras que el segundo grupo corresponde a descendientes de inmigrantes chilenos en Suecia, de uno o ambos progenitores, quienes nacieron en Escandinavia y por diversas razones decidieron emigrar al país de sus ancestros.

## Historia

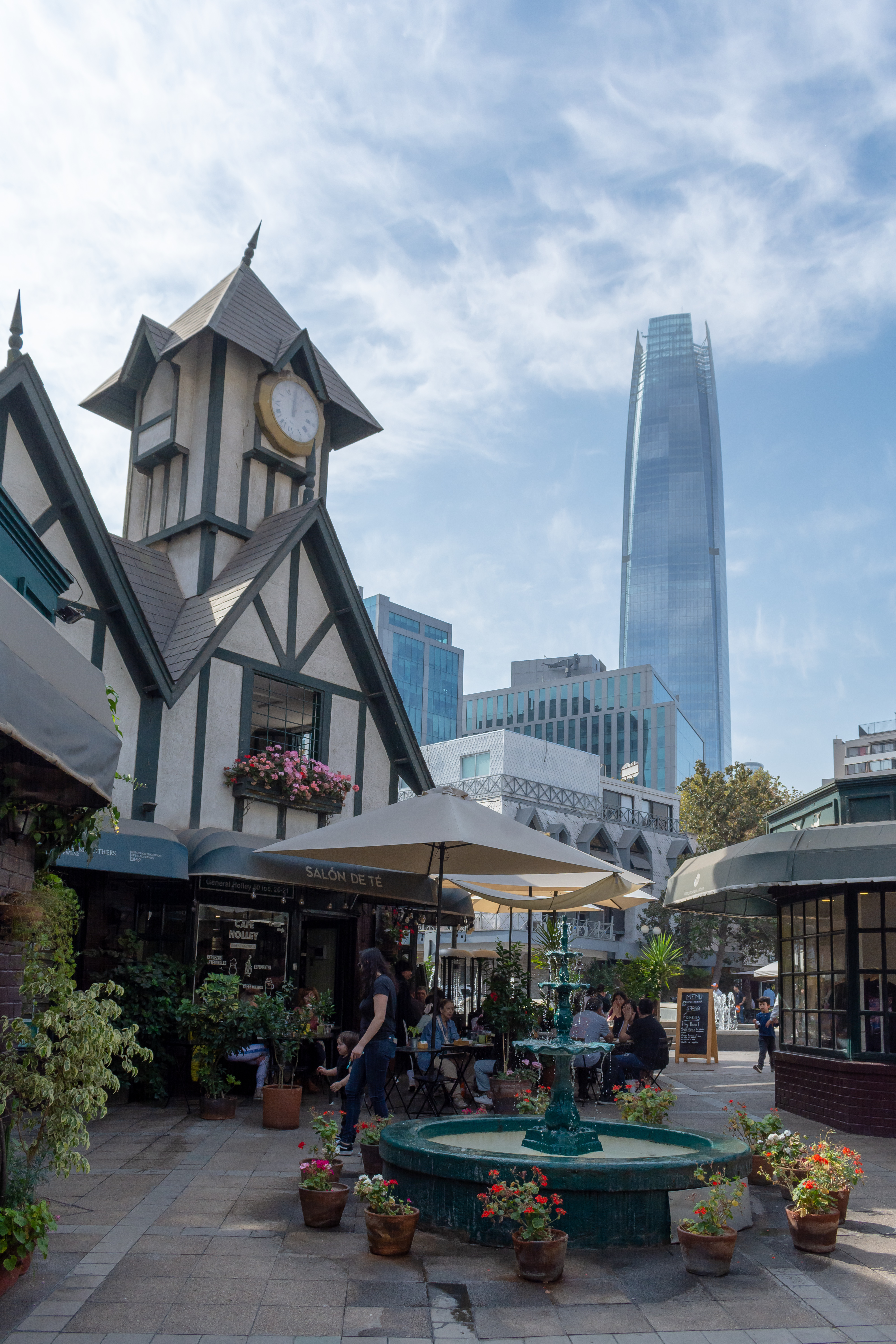
Parte del ingreso al barrio Suecia, en Providencia, con la Gran Torre Santiago de fondo

Los primeros registros de ciudadanos de origen sueco en el territorio chileno datan de la época del Chile colonial, dominado por el Imperio español, particularmente a partir del siglo XVIII. Existe evidencia de marineros y otros navegantes suecos al servicio de otros países europeos, como el Reino Unido y los Países Bajos, quienes llegaron a costas chilenas durante este periodo. La inmigración no fue de forma masiva, como tampoco a diferencia de otros europeos asentados en el país, como los alemanes y suizos, los suecos no fundaron localidades dentro del actual territorio chileno.
Uno de los suecos notables durante el periodo de la independencia de Chile fue Mateo Arnaldo Höevel, quien se unió al bando patriota en 1810 y fue designado por Bernardo O'Higgins como el primer Intendente de Santiago, siendo además considerado como uno de los precursores del periodismo en Chile.Durante la colonización europea de Chiloé, iniciada entre 1895 y 1897, dos familias suecas se asentaron en el archipiélago junto a un grupo de otros colonizadores de origen europeo.
A comienzos del siglo XX, el oficial Emilio Körner convenció a algunos militares suecos para contribuir en las reformas que introdujo al interior del Ejército de Chile, luego del triunfo chileno en la Guerra del Pacífico.Tal es el caso del coronel  Wilhelm Ekdahl Anglin, quien llegó a Chile en 1895 a servir como sargento mayor del Ejército.A fines de siglo, el número de ciudadanos suecos residiendo en territorio chileno comenzó a aumentar una vez finalizada la dictadura militar chilena a partir de marzo de 1990, esto debido al retorno de exiliados políticos chilenos  y de sus descendientes. No obstante, de acuerdo a informes elaborados por el Servicio Nacional de Migraciones chileno, los residentes en Chile que poseen el pasaporte sueco, ya sea por una o doble nacionalidad chilena, no superó las diez mil personas durante el decenio 2013-2023.
En la década de 1970 comenzó a ser construido y tomar forma el barrio Suecia de la comuna de Providencia, un lugar que incorpora elementos de la arquitectura tradicional sueca.

## Actividades

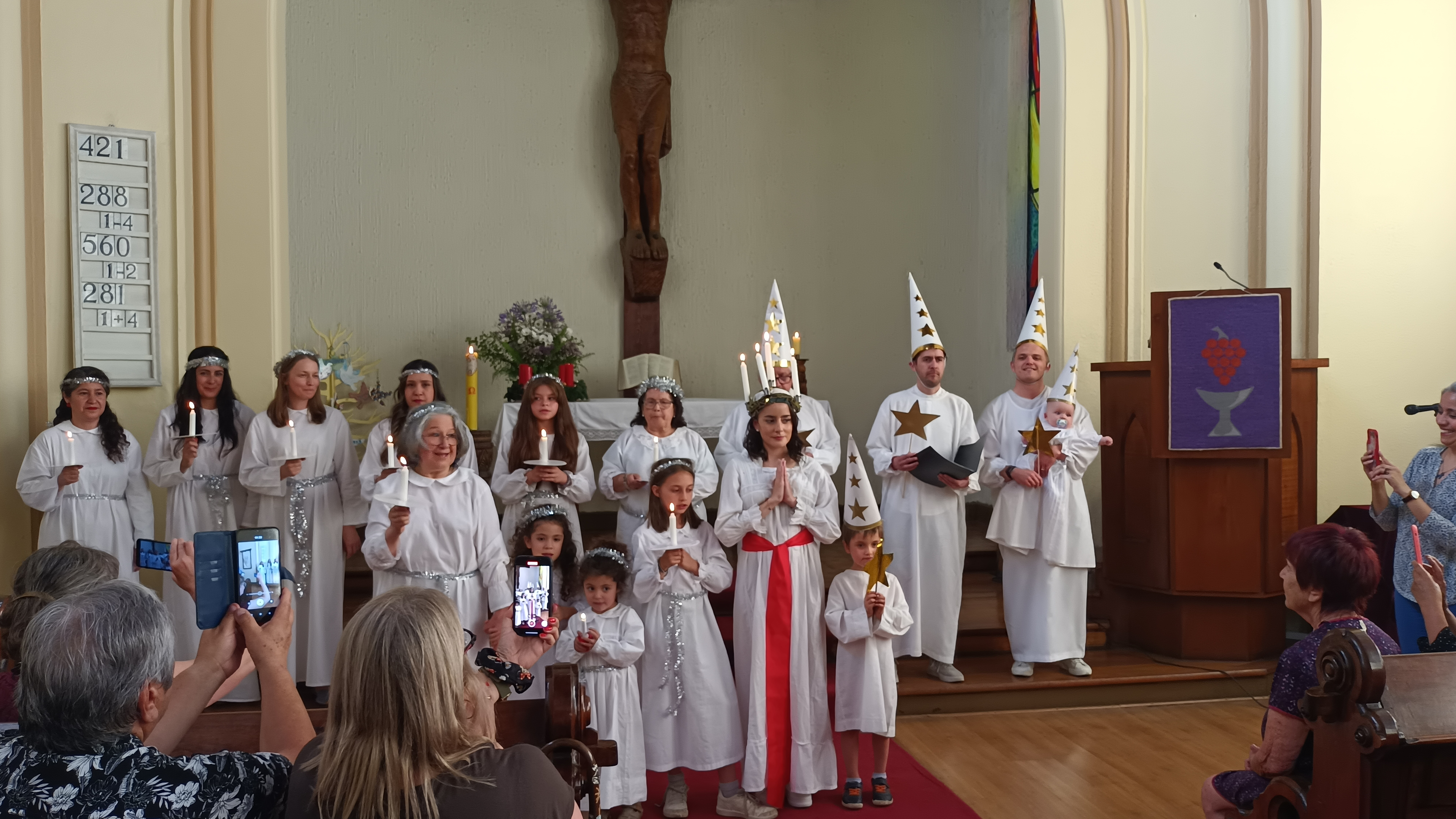
Celebración del Día de Santa Lucía en la Iglesia Luterana El Redentor de Providencia (2023)

La diáspora sueca mantiene actividades sociales y culturales más activamente en Santiago, la capital nacional y ciudad más poblada del país, donde reside un importante número de suecos y descendientes de suecos. El Instituto Chileno Sueco de Cultura es una organización no gubernamental y sin fines de lucro, con sede en la comuna de Providencia y que promueve las actividades de este tipo en el país, además de la enseñanza del idioma sueco.
En diciembre de cada año, la comunidad sueca de Santiago se reúne en la Iglesia Luterana El Redentor de Providencia — y próxima a la calle Suecia — para celebrar la Fiesta de Santa Lucía, una celebración tradicional sueca para conmemorar a la mártir cristiana.